# Zulma Lobato
Zulma Nélida Dekleva (Villa Ballester, 8 de diciembre de 1958), más conocida como Zulma Lobato, es una actriz y cantante argentina. Adoptó su nombre artístico en homenaje a las artistas Zulma Faiad y Nélida Lobato. Nacida como hombre, luego de sancionada en Argentina la Ley de Identidad de Género Lobato se inscribió legalmente como mujer y cambió su nombre. Los medios de comunicación de Argentina han hecho de su persona un objeto constante de homotransfobia y burla por su situación de pobreza. Diversas organizaciones LGBT han denunciado públicamente las burlas mediáticas que recibe Zulma Lobato como un acto de discriminación que afecta a todo el colectivo trans. En 2022 la justicia le dio la razón sancionando al canal televisivo Crónica TV, por transmitir sin su consentimiento el accidente cerebrovascular que la actriz estaba sufriendo en sus estudios.

## Biografía
Zulma Nélida Dekleva nació en la villa miseria "La Rana", en la periferia de la ciudad de Villa Ballester (zona norte del conurbano bonaerense) el 8 de diciembre de 1958. Por la situación de pobreza de su familia, sólo pudo completar la escuela primaria y debió trabajar desde los trece años, en empleos sumamente precarios, entre ellos «cartonera», empleada de comercio, limpieza, etc. Atraída por el mundo artístico, desde joven trabajó también como extra en unas cuarenta películas, entre ellas Nazareno Cruz y el lobo (1975), Los extermineitors (1989), Yo, la peor de todas (1990), Highlander II (1991), etc. También actuó como extra de televisión y figurante del Teatro Colón de Buenos Aires.
Hacia finales de la década de 1990, en correspondencia con el serio deterioro de las condiciones de vida en Argentina y el crecimiento de la marginalidad social, comienza a exhibir públicamente su identidad de mujer trans, ejerciendo también la prostitución. En 2009 tomó la iniciativa de ir a los canales de televisión para denunciar la situación de las mujeres travestis en la zona de Camino de Cintura y Ruta 8 (José León Suárez), donde las trabajadoras sexuales pagaban a la policía para evitar ser arrestadas y maltratadas. A partir de ese momento se hizo famosa y comenzó a ser invitada a programas televisivos como figura «mediática», debido al alto rating que generaban sus presentaciones.
En general, los medios de comunicación argentinos han adoptado frente a su persona una mirada de burla homotransfóbica y por su situación de pobreza. Organizaciones LGBT han denunciado públicamente las burlas mediáticas que recibe Zulma Lobato como un acto de discriminación que afecta a todo el colectivo trans.
Zulma grabó varias canciones que alcanzaron gran difusión como «Carta documento», «Hasta Tinelli y el Maipo no paro», «Resistiré» del Dúo Dinámico, «Loba Lobato» y «No te lo voy a permitir».
En 2011 sufrió un accidente cerebrovascular en los estudios de Crónica TV que fue transmitido y retransmitido por el canal, sin el consentimiento de la artista. En 2022 la justicia le dio la razón y condenó a la empresa mediática por daños y perjuicios y violación de la intimidad.